# Médaille du Service méritoire (Vietnam)
La Médaille du Service méritoire (en vietnamien: Vinh-Công Bội-Tinh) est une décoration militaire du Sud-Vietnam qui a été décernée entre 1950 et 1974. Chacune des trois branches des forces militaires de la République du Viêt Nam avait sa propre version de la médaille du service méritoire. 
Cette médaille était destinée à récompenser des réalisations militaires exceptionnellement importantes, tant au combat qu'en dehors du combat, mais ne justifiait pas l'obtention de la décoration supérieure qu'est l'Ordre du service distingué (Quân chủng Bội tinh).

## Critère
La médaille du Service méritoire a été décernée, ou décernée à titre posthume, aux sous-officiers et aux militaires des forces armées de la République du Viêt Nam qui, pendant leur période de service, ont rempli l'une des conditions suivantes:
- Avoir été cité ou blessé à de nombreuses reprises au combat ou dans l'exercice de ses fonctions.
- Accomplissement d'une réalisation exceptionnellement importante qui fait honneur aux forces armées de la République du Viêt Nam ou qui leur est bénéfique dans n'importe quel domaine.

La médaille du Service méritoire peut également être décernée à des sous-officiers et à des soldats étrangers pour leurs services méritoires rendus à la République du Viêt Nam.

## Source
- (en) Cet article est partiellement ou en totalité issu de l’article de Wikipédia en anglais intitulé « Meritorious Service Medal (Vietnam) » (voir la liste des auteurs).